# Kalophrynus minusculus
Espèce
Statut de conservation UICN

 LC  : Préoccupation mineure
Kalophrynus minusculus est une espèce d'amphibiens de la famille des Microhylidae.

## Répartition
Cette espèce se rencontre en Indonésie. Son aire de répartition concerne la pointe Sud de Lampung dans la pointe Sud de Sumatra et le parc national d'Ujung Kulon dans la pointe Nord-Ouest de Java,.

## Description
Kalophrynus minusculus mesure jusqu'à 25 mm pour les mâles et jusqu'à 35 mm pour les femelles.

## Étymologie
Son nom d'espèce, du latin minusculus, « assez petit », lui a été donné en référence à sa taille.

## Publication originale
- Iskandar, 1998 : The Amphibians of Java and Bali. Research and Development Centre for Biology – LIPI, Bogor, Indonesia, p. 1-117.